# Студјењец
Студјењец (слч. Studenec) насељено је мјесто са административним статусом сеоске општине (слч. obec) у округу Љевоча, у Прешовском крају, Словачка Република.

## Становништво
| Година:    | 1994. | 2004.   | 2014.   | 2024.   |
| ---------- | ----- | ------- | ------- | ------- |
| Број људи: | 457   | 499     | 492     | 540     |
| Разлика:   |       | +9,19 % | -1,40 % | +9,75 % |

| Година:    | 2023. | 2024.   |
| ---------- | ----- | ------- |
| Број људи: | 521   | 540     |
| Разлика:   |       | +3,64 % |

Према подацима о броју становника из 2011. године насеље је имало 492 становника.